# Parepimelitta
Parepimelitta is een kevergeslacht uit de familie van de boktorren (Cerambycidae). De wetenschappelijke naam van het geslacht werd voor het eerst geldig gepubliceerd in 1918 door Bruch.

## Soorten
Parepimelitta omvat de volgende soorten:
- Parepimelitta barriai (Cerda, 1968)
- Parepimelitta femoralis (Germain, 1855)